# 続新入社員十番勝負 サラリーマン一刀流
『続新入社員十番勝負 サラリーマン一刀流』（ぞくしんにゅうしゃいんじゅうばんしょうぶ サラリーマンいっとうりゅう）は、1962年2月4日に公開された日本映画。製作、配給は東宝。モノクロ、東宝スコープ。

## スタッフ
- 監督：岩城英二
- 製作：安達英三朗
- 脚本：若尾徳平
- 音楽：馬渡誠一
- 撮影：飯村正
- 美術：阿久根巌
- 録音：藤縄正一
- 照明：西川鶴三
- 整音：下永尚

## キャスト
- 平手幹夫：船戸順
- 市田千加子：水野久美
- 近藤新吾：佐原健二
- 福村由紀：北あけみ
- 平手健夫：太刀川寛
- 近藤純子：柳川慶子
- 平手光江：北川町子
- 市田社長：江川宇禮雄
- 鶴巻弘：土屋嘉男
- フェルナンデス：ピーター・ウィリアムス
- 通訳：宮田芳子
- たばこ屋のみどり：清水由紀[1]（一部のサイトでは清水由記となっている。[2]）
- 片岡社長：並木一路
- 小笠原常務：柳家金語楼
- 池上庶務課長：宮田羊容
- 竹内営業課長：古田俊彦
- 今泉専務：津田光男
- 久ちゃん：小桜京子

ほか